# Muehlenbeckia hastulata
Muehlenbeckia hastulata (Sm.) I.M.Johnst. – gatunek rośliny z rodziny rdestowatych (Polygonaceae Juss.). Występuje naturalnie w Chile oraz Argentynie. 

## Morfologia

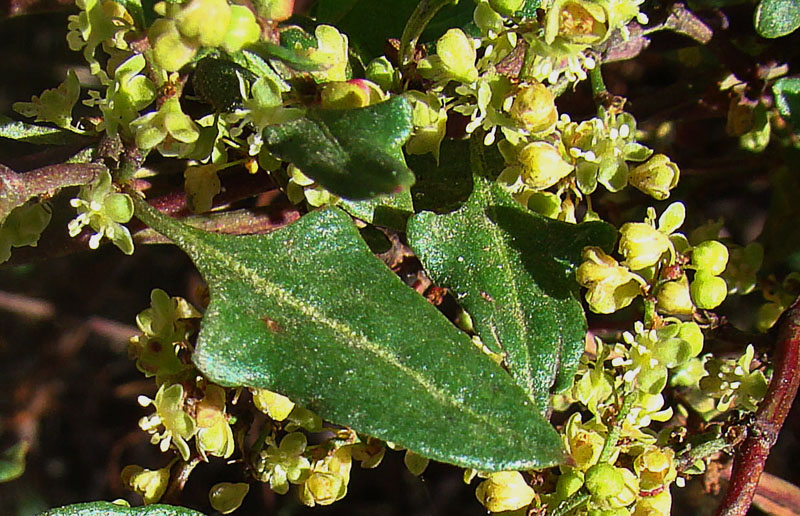
Liście i kwiaty gatunku

PokrójZrzucający liście krzew.
LiścieIch blaszka liściowa ma trójkątnie lancetowaty kształt. Mierzy 25–40 mm długości oraz 12–25 mm szerokości, jest całobrzega, o oszczepowatej nasadzie i ostrym wierzchołku. Ogonek liściowy jest nagi i osiąga 6–12 mm długości.
KwiatyObupłciowe lub funkcjonalnie jednopłciowe, zebrane w kłosy o długości 3–5 cm, rozwijają się w kątach pędów lub na ich szczytach.
OwoceTrójboczne niełupki o niemal kulistym kształcie, osiągają 3–4 mm długości.

## Biologia i ekologia
Kwitnie od czerwca do sierpnia. 

## Zmienność
W obrębie tego gatunku wyróżniono jedną odmianę:
- Muehlenbeckia hastulata var. rotundata (Phil.) Brandbyge